# Medinilla furfuracea
Medinilla furfuracea är en tvåhjärtbladig växtart som beskrevs av Elmer Drew Merrill. Medinilla furfuracea ingår i släktet Medinilla och familjen Melastomataceae. Inga underarter finns listade i Catalogue of Life.